# Cethosia batuensis
Cethosia batuensis är en fjärilsart som beskrevs av Hans Fruhstorfer 1900. Cethosia batuensis ingår i släktet Cethosia och familjen praktfjärilar. Inga underarter finns listade i Catalogue of Life.